# Route 217 (Québec)
Pour les articles homonymes, voir Route 217.
La route 217 (R-217) est une route régionale québécoise d'orientation nord / sud située sur la rive sud du fleuve Saint-Laurent. Elle dessert la région de la Montérégie.

## Tracé
La route 217 débute à 1 km de la frontière américaine, à Saint-Bernard-de-Lacolle. Elle se termine sur la route 104 à La Prairie. Son tracé est parallèle à l'A-15 sur la totalité de sa longueur.
La route 217 continuait jusqu'à la frontière canado-américaine jusqu'à Meridian Road, à Chaplain, dans l'État de New York. Ce point d'entrée est fermé depuis les années 1950 avec le démantèlement du poste-frontière canadien. Le segment de 1,2 km entre la Montée Guay et la frontière est demeuré partie de la route 217 (et de son prédécesseur, la route 9A) jusqu'en 2005. Depuis, le Rang St-André, le prolongement sud de la route, se termine en cul-de sac à la frontière.

## Localités traversées (du sud au nord)
Liste des municipalités dont le territoire est traversé par la route 217, regroupées par municipalité régionale de comté.

### Montérégie
Les Jardins-de-Napierville
- Saint-Bernard-de-Lacolle
- Saint-Cyprien-de-Napierville
- Saint-Jacques-le-Mineur

Roussillon
- Saint-Philippe
- La Prairie

## Intersections majeures
| MRC                        | Municipalité                 | km    | Destinations                                                                                           | Notes |
| -------------------------- | ---------------------------- | ----- | --- | --- |
| Les Jardins-de-Napierville | Saint-Bernard-de-Lacolle     | 0,00  | Montée Guay vers A-15                                                                                  | |
| Les Jardins-de-Napierville | Saint-Bernard-de-Lacolle     | 5,40  | R-202 vers A-15 – Lacolle, Hemmingford                                                                 | |
| Les Jardins-de-Napierville | Saint-Cyprien-de-Napierville | 20,10 | R-219 / R-221 vers A-15 – Lacolle, Hemmingford, Saint-Jean-sur-Richelieu, Saint-Patrice-de-Sherrington | Lacolle et Hemmingford indiqués en direction sud, Saint-Jean-sur-Richelieu et Saint-Patrice-de-Sherrington indiqués en direction nord |
| Roussillon                 | La Prairie                   | 45,70 | A-30 est – Sorel-Tracy                                                                                 | Sortie 62 de l'A-30 |
| Roussillon                 | La Prairie                   | 45,80 | R-104 vers A-30 ouest – La Prairie, Saint-Jean-sur-Richelieu                                           | Sortie 62 de l'A-30 |
|                            |                              |       | | |